# Koloman Sokol
Koloman Sokol (Liptószentmiklós, 1902. december 12. – Tucson, 2003. január 13.) szlovák képzőművész, a 20. század egyik vezető szlovák művésze. Dinamikus, expresszív, erős kifejezésmódja képzőművész-nemzedékekre volt nagy hatással. A szlovák kulturális örökség szerves részeként tartják számon. Élete utolsó korszakában az Arizona állambeli Tucsonban élt. 

## Élete
1921 és 1924 között a Kassán tanult magániskolában, egy évvel később pedig a Pozsonyban diákoskodott. 1925 és 1932 között a Prágai Művészeti Akadémián tanult többek között Max Švabinskýval és Tavík František Šimonnal. Egy évig Párizsban folytatta a tanulmányait František Kupkánál. Több évig külföldön tartózkodott, majd a hazájában tagja lett a Csehszlovák Grafikusok Egyesületének.
A mexikói kulturális és oktatási minisztérium 1937-ben meghívta, hogy grafikát tanítson a School of Book Art-ban és az Universidad Nacional Autónoma de México-ban Mexikóvárosban. Négy évig töltötte be ezt a pozíciót, mígnem 1942-ben az Amerikai Egyesült Államokba költözött, és New Yorkban folytatta a tanítást. 1946-ban két évre visszatért Pozsonyba, és a Szlovák Műszaki Egyetemen és a Comenius Egyetemen tanított. 1948-ban visszament az Egyesült Államokba. Bryn Mawrban, Philadelphia egyik külvárosában telepedett le. Az 1960-as évektől kezdve zárkózottan élt, és ez idő alatt sajátos szimbolikus-mitológiai stílust alakított ki. Élete utolsó éveiben Tucsonban tartózkodott, ahol 100 éves korában elhunyt.

## Szerzői kiállítások
- 1932: Pozsony (Alexyvel, Palugyayval és Bazovskýval)
- 1934: Prága
- 1935: Turócszentmárton
- 1938: Grafikai óriás, Mexikóváros
- 1938: San Francisco
- 1942–45: kiállítássorozat Mexikó, Baltimore, Chicago, Los Angeles, Qaxaca (Mexikó), Havanna, Philadelphia, Washington, Montréal, London
- 1948: Párizs
- 1964: Litoměřice
- 1966: Pozsony
- 1968: Washington (0. Kokoschkával együtt)

## Retrospektív[8]kiállítások
- Szlovák Nemzeti Galéria, Pozsony (1947, 1963, 1977, 1992)
- Besztercebánya (1947)
- Prágai Nemzeti Galéria (1978)

## Filmek
- 1965: Koloman Sokol (rendező J. Zachar)
- 2002: Koloman Sokol: A világ labirintusától a lélek paradicsomáig, dokumentumfilm, Igor Dobiš rendezésében

## Elismerései, díjai
- Az 1947-es Szlovák Nemzeti Díj nyertese
- Václav Havel köztársasági elnök Tomáš Garrigu Masaryk-rendje (1991)
- Miloš Alexander Bazovský képzőművészeti díj (1995)
- Fehér Kettőskereszt Érdemrend II. osztályú, Michal Kováč elnök adományozta (1997)
- A Szlovák Köztársaság Kulturális Miniszterének 2001-es díja
- 2002-ben megnyílik a Koloman Sokol Galéria a washingtoni szlovák nagykövetségen
- Fehér Kettőskereszt I. osztályú Érdemrend, Rudolf Schuster elnök adományozta (2003)

## Fordítás
- Ez a szócikk részben vagy egészben  a   Koloman Sokol című német Wikipédia-szócikk ezen változatának fordításán alapul.  Az eredeti cikk szerkesztőit annak laptörténete sorolja fel. Ez a jelzés csupán a megfogalmazás eredetét és a szerzői jogokat jelzi, nem szolgál a cikkben szereplő információk forrásmegjelöléseként.
- Ez a szócikk részben vagy egészben  a   Koloman Sokol című cseh Wikipédia-szócikk ezen változatának fordításán alapul.  Az eredeti cikk szerkesztőit annak laptörténete sorolja fel. Ez a jelzés csupán a megfogalmazás eredetét és a szerzői jogokat jelzi, nem szolgál a cikkben szereplő információk forrásmegjelöléseként.